# پلیمر قالب مولکولی
پلیمر قالب مولکولی، پلیمری است که در طی یک فرایند نشانه‌گذاری مولکولی، ناحیه‌هایی با آرایش مولکولی بسیار خاص به درون ماتریسی از آن پلیمر وارد شده است که موجب میل شدید این پلیمر به برهم‌کنش با یک مولکول خاص می‌شود.
نخستین نمونهٔ پلیمرهای قالب مولکولی (MIP) بیش از نیم قرن پیش معرفی شده‌است؛ اما استفاده از این روش تنها در دههٔ گذشته به عنوان روشی عملی و کاربردی رواج یافته. پلیمرهای قالب مولکولی به عنوان فاز ثابت در کروماتوگرافی، در جداسازی انانتیومری و در استخراج فاز جامد و همچنین به عنوان گیرنده، آنتی بادی و مقلدهای آنزیمی استفاده شده‌اند. به علاوه، در سال‌های اخیر، این پلیمرها به عنوان سیستم‌های مناسب دارورسانی گزارش شده‌اند. تکنیک تولید پلیمرهای قالب مولکولی با استفاده از روش غیر کووالانسی، شامل چیدن مونومرهای عاملی حول یک قالب لیگاندی است. لیگاند، ماده هدف است و باید بتواند یک ترکیبِ پیش‌بسپار با مونومر عاملی توسط برهم‌کنش‌های غیر کووالانسی – مثلاً پیوند هیدروژنی، یونی یا برهم‌کنش‌های آب‌گریز – بسازد. کمپلکس ایجاد شده سپس در یک واکنش رادیکالی با استفاده از یک عامل اتصال عرضی مناسب، دچار هم‌بسپارش می‌شود. سپس، قالب زدوده می‌شود تا مواضع پیوندِ ویژهٔ آن بر جای بماند.